# Bauerschaft Nordrath
Die Bauerschaft Nordrath war bis zum 19. Jahrhundert eine der untersten Verwaltungseinheiten im ländlichen Außenbezirk der bergischen Bürgermeisterei Hardenberg im Kreis Elberfeld des Regierungsbezirks Düsseldorf innerhalb der preußischen Rheinprovinz.
Zuvor gehörte die Bauerschaft zur Herrschaft Hardenberg im Herzogtum Berg. Im Zuge einer Verwaltungsreform innerhalb des Großherzogtums Berg wurde 1808 die Bürgermeisterei Hardenberg gebildet.
Laut der Statistik und Topographie des Regierungsbezirks Düsseldorf von 1832 gehörten zu der Bauerschaft folgende übergeordnete Ortschaften und Wohnplätze: Zu Fahrenscheid, Zu Dronsberg, Zum Stein, Zu Nordrath, Zu Astrath, Aufm Kamp, Aufm Vorberg, Am Schampen und In der Leimbeck.
Das Gemeindelexikon für die Provinz Rheinland listet die Ortschaften und Wohnplätze 1888 detailliert auf: An der Bach, Astrath, Besenöckel, Böcken, Braken (Velbert), Brüggen, Buschhaus, Diekkothen, Diergarten, Dronsberg, Fahrenscheid, Fumfei, Häuschen, Hitzbleck, Holzhütte, Horst, Hülsenbusch, Huppertsberg, In der Heide, Jammann, Kahlen, Kaiser, Kamp, König, Kothen, Krüdenscheid, Krusen, Kurzbusch, Lappenhaus, Lappenheide, Lembeck, Naulbeck, Neuenkothen, Neuhaus, Nipshaus, Nordrather Schule, Oberste Tente, Schampen, Schleier, Schlipkothen, Schmalen, Schnapop, Siepen, Siepken, Stein, Steinkamp, Stopses, Thomashäusgen, Unterste Brüggen, Unterste Tente, Vorberg und Vorm Dönberg. Zu dieser Zeit lebten in diesen Orten 604 Menschen in 69 Wohnhäusern.